# Red Dwarf: Back to Earth
Red Dwarf: Back to Earth is een drie afleveringen tellende miniserie uit 2009, bedoeld als vervolg op de sciencefictionkomedie Red Dwarf. De serie werd oorspronkelijk uitgezonden in april 2009 op Dave.
De serie draait om de hoofdpersonen uit Red Dwarf die na al hun belevenissen eindelijk terugkeren op Aarde en ontdekken dat ze al die tijd personages waren in een televisieserie.

## Inhoud

### Deel 1
Negen jaar zijn verstreken sinds de laatste aflevering. Lister en co hebben de Red Dwarf blijkbaar kunnen redden, maar zijn weer de enigen aan boord. Kochanski is overleden en Holly is uitgeschakeld omdat Lister hem heeft kortgesloten toen hij de kraan van het bad open liet staan. Ook Rimmer is blijkbaar gestorven daar hij weer een hologram is.
De crew ontdekt dat er een enorme inktvis in hun watertank zit. Nadat de crew het beest confronteert, verschijnt een hologram van Katerina Bartikovsky, een voormalig bemanningslid van de Red Dwarf. Ze wil Lister helpen om een partner te vinden met wie hij samen het menselijk ras kan redden. Hiertoe opent ze een poort naar een andere dimensie.

### Deel 2
In deel 2 blijkt de Red Dwarf in een “ongeschikte dimensie” te zitten. Bij een poging terug te keren naar de dichtstbijzijnde geschikte dimensie, beland de Red Dwarf op aarde in het jaar 2009. De crew ontdekt dat in deze dimensie zij allen slechts fictieve personages zijn uit een televisieserie genaamd Red Dwarf. Ze vinden een dvd van de special "Back to Earth" en ontdekken dat ze uiteindelijk allemaal zullen sterven. De groep besluit de bedenkers van de serie op te sporen om hen te vragen de serie nog een kans te geven.

### Deel 3
In deel 3 vindt de crew acteur Craig Charles op de set van Coronation Street, en vraagt hem om de locatie van hun bedenker te onthullen. Ze vinden de bedenker (Richard O'Callaghan), maar die onthult dat hij genoeg heeft van de serie en de personages. Bij het horen van dit nieuws, doodt Lister hem.
Dan blijkt dat het hele avontuur van de bemanning op aarde slechts een illusie is, opgewekt door de inktvis uit de watertank. Deze is namelijk van dezelfde soort als de "Despair Squid" uit de aflevering Back to Reality. Cat geeft toe dat hij verantwoordelijk was voor het aan boord brengen van deze "Despair Squid". Iedereen ontwaakt uit de illusie, waarna ze het unaniem eens zijn dat het een belachelijk idee is dat zij fictieve karakters zouden zijn.

## Productie
In augustus 2008 maakte Robert Llewellyn tijdens een interview op KCTS 9 bekend dat BBC Worldwide had geïnvesteerd in 72 minuten aan nieuwe Red Dwarf-afleveringen, die opgenomen zouden worden in 2009. De afleveringen zouden worden gemaakt ter viering van het 21-jarig jubileum van de serie. De afleveringen werden toegewezen aan televisiezender Dave als onderdeel van hun pogingen meer nieuwe programma’s uit te zenden in plaats van enkel herhalingen.
Van de productie van de miniserie werd ook een documentaire gemaakt. Op 20 februari 2009 werd bekend dat Red Dwarf: Back to Earth drie afleveringen zou gaan tellen in plaats van twee.
"Back to Earth" werd vanwege budgettaire redenen niet voor een studiopubliek opgenomen. Tevens werd geen lachband ter vervanging gebruikt, zoals bij seizoen 7 van de originele serie wel het geval was. "Back to Earth" werd wel opgenomen in High Definitiion.

## Ontvangst
Ter promotie van de serie startte Dave een virale marketingcampagne. De serie werd uiteindelijk uitgezonden over het paasweekend.
Volgens de officiële website van Red Dwarf keken 4 miljoen mensen naar deel 1 van de serie. Deel 2 trok 3 miljoen kijkers en deel 3 net meer dan 2,9 miljoen. The Making of Back To Earth werd bekeken door 1,5 miljoen mensen.
De derde aflevering van de serie was sterk geïnspireerd door Blade Runner.